# Kasteel van Regelsbrugge

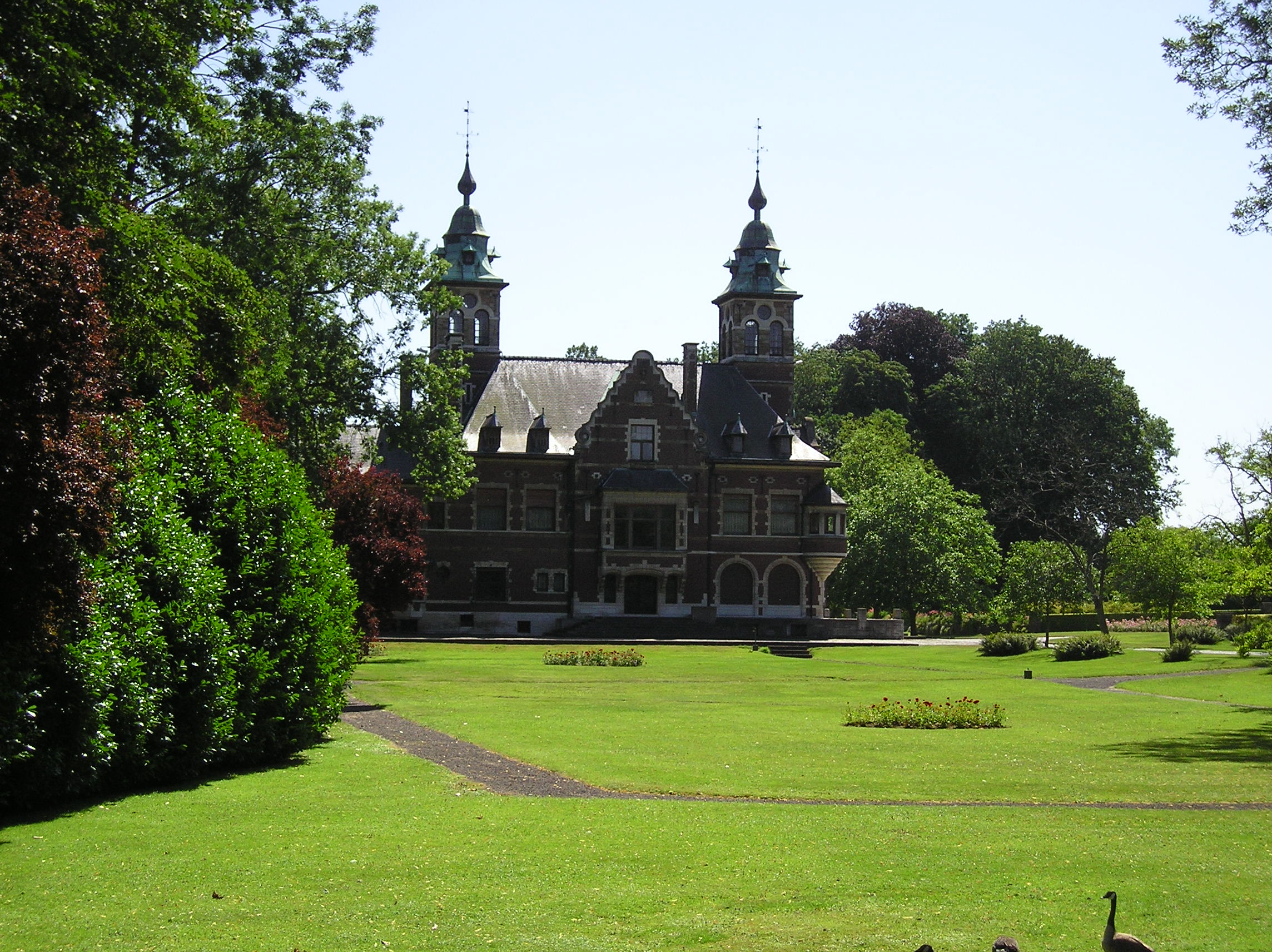
Kasteel van Regelsbrugge

Het Kasteel van Regelsbrugge is een kasteel in de Belgische stad Aalst.
Op de grens tussen Aalst en deelgemeente Nieuwerkerken staat het kasteel van Regelsbrugge, ook wel het kasteel van Schotte genoemd. De naam Regelsbrugge verwijst naar een kleine brug uit het jaar 1395.
De heerlijkheid van Regelsbrugge was een voornaam leen van Nieuwerkerken, en was 30 hectare groot. Over het ontstaan en de oudste vormgeving tast men in het duister. Rond 1795 werd het kasteel grondig verbouwd door toevoeging van een verdieping, waardoor de slanke torens hun sierlijke elegantie verloren. In 1878 werd een van de zijvleugels afgebroken. Vroeger hing er ook een klok in een van de torens. Men noemde ze de "pattatterklok" en werd geluid bij Sint-Jobkermis of andere feesten.
Het kasteel werd in 1933 afgebroken op bevel van leerlooier Schotte. Hij liet er een nieuw kasteel optrekken in neotraditionele stijl. Alleen de torens zijn ongewijzigd herbouwd.